# Arie (preot)
Arius (sau Arie; n. anii 250 d.Hr., Cirenaica, Libia – d. 336 d.Hr., Constantinopol, Roma Antică) a fost un preot creștin din Alexandria, Egipt de origini libiene. După el a fost denumit arianismul.

## Începutul activității
Arie era originar din Libia Egiptului, discipol indirect al episcopului eretic Paul de Samosata, a fost instruit de preotul Lucian din Antiohia, un adept al lui Paul de Samosata, avându-i colegi de studii pe Eusebiu al Nicomidiei, Maris al Calcedonului, Teognis al Niceei și Leontie al Antiohiei. După terminarea studiilor, a venit la Alexandria, unde a fost hirotonit diacon de episcopul Petru, apoi preot de episcopul Achila, primind postul de paroh la Biserica Baucalis, cea mai însemnată din cele nouă biserici ale Alexandriei.
Arie a fost excomunicat din cauza „subordinatianismului”. Pleacă din Egipt spre Palestina, la Eusebiu de Cezareea. De aici a plecat la Nicomidia, la fostul său coleg de studii, Eusebiu de Nicomidia.

## Sinodul de la Niceea
Din cauza neînțelegerilor apărute, Constantin cel Mare a invitat Episcopii Bisericii la un Sinod Ecumenic, unde urmau să fie luate măsurile necesare împotriva lui Arie. Sinodul I Ecumenic s-a deschis oficial la Niceea, pe 20 mai 325 și a durat până la 25 august același an. La ședința deschiderii oficiale și la cea de închidere a asistat Împăratul Constantin. Ședințele oficiale ale Sinodului s-au ținut în sala de recepție a palatului imperial din Niceea, sub președinția episcopilor Eustațiu al Antiohiei (324-330) și Alexandru al Alexandriei (313-328). La acest prim Conciliu Ecumenic, Papa Silvestru I nu a putut lua parte «din pricina vârstei sale înaintate», dar a trimis ca reprezentanți pe episcopul Osius din Cordoba, împreună cu doi preoți - Vitus și Vincentius. Tradiția Bisericii a consacrat numărul de 318 episcopi care au participat la Sinodul de la Niceea.

## Condamnareaereziei
Participanții Sinodului s-au împărțit în trei direcții: prima, în frunte cu Alexandru, Osiu, Diaconul Atanasie susțineau credința adevarată ortodoxa ca Iisus Hristos este și Dumnezeu și om; altii, ca Secund al Ptolemaidei, Teonas al Marmaricii și încă aproximativ 20 de episcopi, erau de partea lui Arie, iar ceilalți, în frunte cu Eusebiu de Nicomidia, țineau calea de mijloc. Acesta a prezentat în Sinod o formulă de credință în care raportul dintre Tatăl și Fiul era numit cu termenul omiousios - "asemănător după ființă cu Tatăl" în loc de omoousios - „de o ființă cu Tatăl”, cum afirma doctrina ortodoxă. Acest lucru însemna menținerea ereziei ariene sub o formula camuflată. Episcopii s-au întrunit și au respins condamnând învațătura lui Arie, ca fiind eretică.

## Concepția ariană
Arie, preot în Alexandria, începu să învețe că Fiul lui Dumnezeu (Logos) nu este de aceeași natură cu Tatăl. El este o creatură superioară tuturor creaturilor, (ca și Logosul lui Plato, dar deosebit de Logosul Sf. Ioan: "La început era Cuvântul (Logos)...și Dumnezeu era Cuvântul" (Ioan, 11).
Concepția gnostico-filosofică a lui Arie era compusă din următoarele teze:
1. Dumnezeu-Tatăl singur este principiul necreat și nenăscut. Denumirea de Tată cuprinde inevitabil în sine superioritatea față de Fiul.
2. Isus Cristos este creat din voința Tatălui (gr. ktisma sau poiema), dar nu din ființa Lui, ci din nimic, fiind prima Sa creatura. Fiul are existența înainte de timp, dar nu din eternitate, căci a existat un timp, când El nu era.
3. Deși Fiul este după ființa Sa o creatură, schimbabil, mărginit, imperfect și chiar capabil de a păcătui, El se bucura totuși de cinstea cea mai mare, deoarece prin Fiul, Dumnezeu a creat toate, chiar și timpul.
4. Scopul pentru care Dumnezeu l-a creat pe Fiul este creația lumii, fiindcă Tatăl nu putea crea universul material decât cu ajutorul unei ființe intermediare. Această teză este de sorginte gnostică și eretică, după care materia este rea în sine, iar Dumnezeul Suprem nu se poate atinge direct de materie, căci s-ar întina de aceasta.
5. La creație, Cristos a primit măreția și puterea creatoare a Tatălui. Fiul poate fi numit și El Dumnezeu, deoarece, datorită harului divin pe care L-a primit de la Tatăl, a devenit un Fiu adoptiv al Tatălui, astfel Isus are o divinitate împrumutată din divinitatea Tatălui.

Această doctrină a constituit erezia având numele întemeietorului său - arianismul.